# Kaluđerski Skokovi

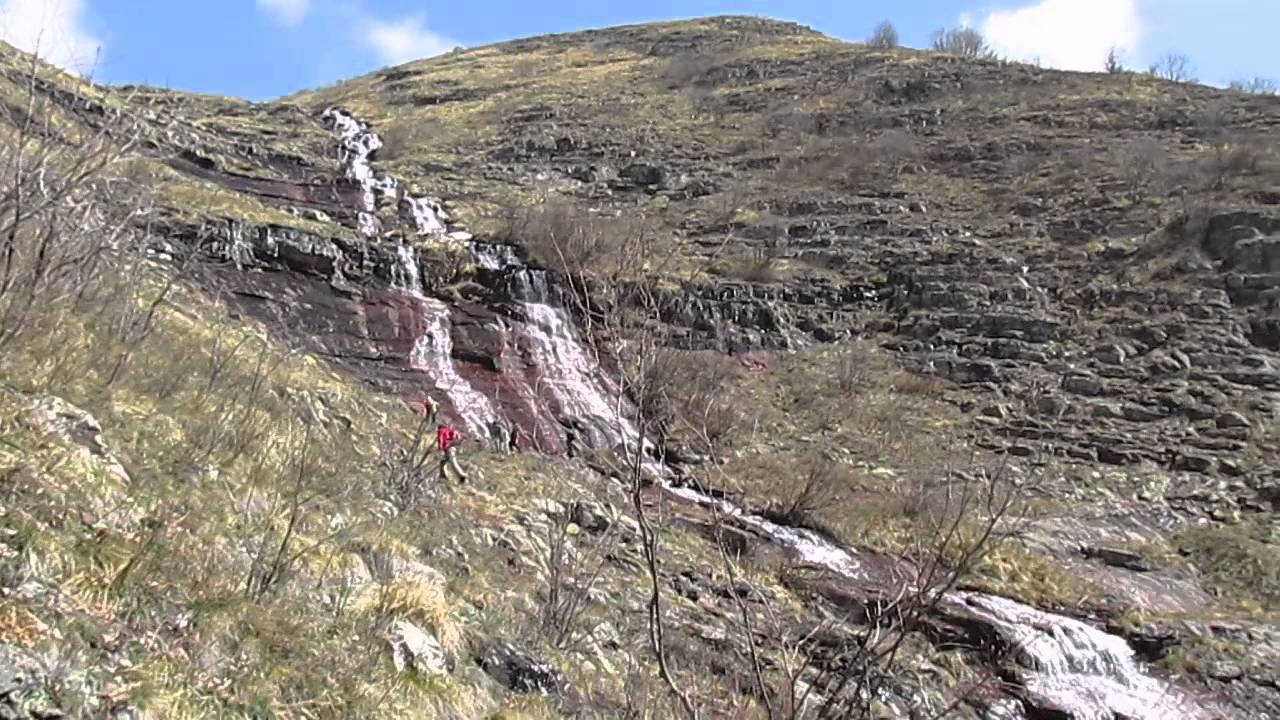

Kaluđerski Skokovi (en serbio: Калуђерски Скокови) es la cascada más alta de Serbia. Se encuentra en la montaña Stara Planina, en el sureste de Serbia. Descubierta solo en 2012, tiene 232 m de altura, lo que supone más del doble que la cascada de Kopren, anteriormente la más alta de Serbia, que a su vez fue descubierta solo un año antes.

## Localización
Ls cascada Kaluđerski Skokovi estn situada en el área de la aldea de Topli Do, al noreste de la ciudad de Pirot, a la que pertenece administrativamente. La cascada se encuentra al suroeste del pico Midžor en la montaña Stara Planina, cerca de la frontera con Bulgaria .

## Características
La cascada se encuentra en el río de Kaluđerska reka, que desemboca en el Rakitska reka, que a su vez forma el Toplodolska reka con el Javorska reka .
La cascada tiene 232 m de altura, 404 m de longitud y es una cascada típica. La inclinación media es de 55 a 60 grados, pero algunos tramos son casi rectos, hasta 90 grados. El propio Midžor tiene 2.169 m de altura, y la cascada comienza a una altura de 1.554 m y termina a 1.322 m.

## Accesibilidad
La cascada es de difícil acceso. Sólo es posible llegar a ella a principios de la primavera, cuando la región está aún bajo la nieve, y con el equipo completo de escalada. Durante el verano, las rocas, ya escarpadas junto a la espesa y exuberante vegetación impiden el acceso. Debido al relieve topográfico, la cascada Kaluđerski Skokovi en su totalidad sólo se puede observar desde el aire

## Historia
Dragovan Stojadinović, explorador aficionado que descubrió algunas de las cascadas más altas de Serbia, descubrió la Kaluđerski skokovi en 2012. El 9 de junio de 2012, profesores de la Facultad de Minas y Geología de la Universidad de Belgrado y del Instituto de Conservación de la Naturaleza de Serbia midieron la cascada.
La evolución de las dos últimas décadas ha cambiado por completo la geografía de Serbia en lo que respecta a las cascadas. La zona de Stara Planina siempre ha estado escasamente poblada y ha sido inaccesible debido a lo accidentado y boscoso del terreno, pero también por ser la ubicación de la frontera serbio-búlgara. A medida que los ejércitos fueron cediendo el control de las fronteras a la policía, se permitió a los civiles explorar la zona. Como resultado, desde entonces se han descubierto cascadas cada vez más altas en el lado serbio del Stara Planina: Čungulj en 1996 - 43 m; Pilj en 2002 - 64 m; Kopren en 2011 - 103,5 m y Kaluđerski Skokovi en 2012 - 232 m.